# Algorithm Queen
Algorithm Queen est un portrait de la reine Élisabeth II réalisé en 2022 par Ai-Da, un robot humanoïde considéré comme le premier artiste robot ultra-réaliste au monde. Ai-Da a peint la reine pour célébrer son jubilé de platine. 

## Description
Algorithm Queen a été superposé et mis à l'échelle pour produire le portrait multidimensionnel final de la monarque. Le portrait sera exposé publiquement à Londres plus tard en 2022.
Ai-Da a déclaré : « J'aimerais remercier Sa Majesté la Reine pour son dévouement et pour le service qu'elle rend à tant de gens. C'est une femme exceptionnelle, courageuse et totalement dévouée au service public. Je pense que c'est un être humain extraordinaire et je souhaite à la Reine un très joyeux jubilé de platine ».
Aidan Meller, le créateur du robot, a déclaré que le premier portrait de la Reine par un robot était l'occasion de réfléchir à « tout ce qui a changé au cours de la vie de la Reine ». Il a ajouté : « Nous sommes ravis que le robot Ai-Da soit entré dans l'histoire juste à temps pour le jubilé de la reine ».
Jonathan Jones, critique d'art du Guardian, a déclaré que la peinture montrait les yeux de la Reine avec « un regard vide, pas tout à fait humain. Le mélange d'une précision de plomb et, en même temps, d'un manque total d'emphase, de sentiment ou de conviction dans la représentation de Sa Majesté par Ai-Da est un aperçu révélateur des limites du genre « art » de l'IA. La machine enregistre, mais ne voit pas. Parce qu'elle n'a pas de conscience, et encore moins d'émotions ».